# Barbra Streisand (Lied)
Barbra Streisand ist ein Dance-Song des DJ-Duos Duck Sauce. Er wurde am 10. September 2010 veröffentlicht und belegte in zahlreichen Charts den ersten Platz.

## Hintergrund
Das Stück wurde nach der Sängerin Barbra Streisand benannt. Die Nennung ihres Namens ist dabei der einzige Text des Liedes. Laut A-Trak von Duck Sauce war die Wahl dieses Namens zufällig und hatte das Ziel, die Zuhörer zu belustigen. Die Hookline des Songs war vom Berliner Heinz Huth geschrieben worden und entstammt dem Hit Gotta Go Home der Gruppe Boney M., der wiederum auf dem Lied Hallo Bimmelbahn der Band Nighttrain aufbaut, deren Gitarrist Huth war.

## Kommerzieller Erfolg

### Chartplatzierungen
Der Song erreichte den ersten Platz der Charts in Belgien, den Niederlanden, Norwegen, Finnland, Österreich und der Schweiz. In Australien, Frankreich, Deutschland, Irland sowie Großbritannien erreicht das Stück die Top-10. 2012 war der Song für einen Grammy als Grammy Award for Best Dance Recording nominiert worden.
| ChartsChartplatzierungen       | Höchstplatzierung | Wochen |
| ------------------------------ | ----------------- | ------ |
| Deutschland (GfK)              | 3 (36 Wo.)        | 36     |
| Kanada (MC)                    | 35 (22 Wo.)       | 22     |
| Österreich (Ö3)                | 1 (26 Wo.)        | 26     |
| Schweiz (IFPI)                 | 1 (30 Wo.)        | 30     |
| Vereinigte Staaten (Billboard) | 89 (1 Wo.)        | 1      |
| Vereinigtes Königreich (OCC)   | 3 (16 Wo.)        | 16     |

| ChartsJahrescharts (2010)    | Platzierung |
| ---------------------------- | ----------- |
| Deutschland (GfK)            | 27          |
| Österreich (Ö3)              | 26          |
| Schweiz (IFPI)               | 27          |
| Vereinigtes Königreich (OCC) | 62          |

| ChartsJahrescharts (2011) | Platzierung |
| ------------------------- | ----------- |
| Deutschland (GfK)         | 59          |
| Österreich (Ö3)           | 32          |
| Schweiz (IFPI)            | 22          |

### Auszeichnungen für Musikverkäufe
| Land/Region                  | Auszeichnungen für Musikverkäufe (Land/Region, Auszeichnung, Verkäufe) | Verkäufe  |
| ---------------------------- | ---------------------------------------------------------------------- | --------- |
| Australien (ARIA)            | 2× Platin                                                              | 140.000   |
| Belgien (BRMA)               | Platin                                                                 | 30.000    |
| Dänemark (IFPI)              | Platin                                                                 | 30.000    |
| Deutschland (BVMI)           | Platin                                                                 | 300.000   |
| Finnland (IFPI)              | Gold                                                                   | 5.878     |
| Frankreich (SNEP)            | —                                                                      | 147.500   |
| Italien (FIMI)               | Platin                                                                 | 30.000    |
| Kanada (MC)                  | Platin                                                                 | 80.000    |
| Neuseeland (RMNZ)            | Platin                                                                 | 15.000    |
| Österreich (IFPI)            | Platin                                                                 | 30.000    |
| Schweden (IFPI)              | Platin                                                                 | 40.000    |
| Schweiz (IFPI)               | Platin                                                                 | 30.000    |
| Spanien (Promusicae)         | Gold                                                                   | 20.000    |
| Vereinigte Staaten (RIAA)    | Gold                                                                   | 500.000   |
| Vereinigtes Königreich (BPI) | Platin                                                                 | 600.000   |
| Insgesamt                    | 3× Gold · 12× Platin ·                                                 | 1.999.778 |